# Nelson City (circonscription britanno-colombienne)
Pour les articles homonymes, voir Nelson.
Circonscription électorale provinciale du Canada
Nelson City est une ancienne circonscription provinciale de la Colombie-Britannique représentée à l'Assemblée législative de la Colombie-Britannique de 1903 à 1916.

## Géographie
La circonscription représentait la ville et la région autour de Nelson dans le sud-est de la province.
La circonscription apparaît à la suite de l'augmentation de la population de la région de la circonscription de West Kootenay South causée par le développement des mines d'argent et de galène. Les circonscriptions de Slocan, Kaslo, Rossland, Greenwood, Grand Forks et Ymir apparaissent aussi durant cette période.

## Liste des députés
| Législature                         | Années      | Député      | Député                      | Parti        |
| Nelson City                         | Nelson City | Nelson City | Nelson City                 | Nelson City  |
| ----------------------------------- | ----------- | ----------- | --------------------------- | ------------ |
| 10e                                 | 1903–1907   |             | John Houston                | Conservateur |
| 11e                                 | 1907–1909   |             | George Arthur Benjamin Hall | Libéral      |
| 12e                                 | 1909–1912   |             | Harry Wright                | Conservateur |
| 13e                                 | 1912–1916   |             | William Ross MacLean        | Conservateur |
| Circonscription abolie, voir Nelson |             |             |                             |              |